# Thénac (Charente-Maritime)
Pour les articles homonymes, voir Thénac.
Thénac est une commune du sud-ouest de la France, située dans le département de la Charente-Maritime (région Nouvelle-Aquitaine).
Ses habitants sont appelés les Thénacais et les Thénacaises.

## Géographie
La commune de Thénac se situe dans le centre du département de la Charente-Maritime, en région Nouvelle-Aquitaine, dans l'ancienne province de Saintonge. Appartenant au midi de la France — on parle plus précisément de « midi atlantique », au cœur de l'arc atlantique, elle est partie intégrante du Grand Sud-Ouest français, et est parfois également incluse dans un Grand Ouest aux contours plus flous.

### Communes limitrophes
| Chermignac | Saintes | Les Gonds  |
| Rétaud     | Thénac  | Préguillac |
| Rioux      | Tesson  |            |

## Urbanisme

### Typologie
Au 1er janvier 2024, Thénac est catégorisée commune rurale à habitat dispersé, selon la nouvelle grille communale de densité à 7 niveaux définie par l'Insee en 2022.
Elle est située hors unité urbaine. Par ailleurs la commune fait partie de l'aire d'attraction de Saintes, dont elle est une commune de la couronne,. Cette aire, qui regroupe 62 communes, est catégorisée dans les aires de 50 000 à moins de 200 000 habitants,.

### Occupation des sols
L'occupation des sols de la commune, telle qu'elle ressort de la base de données européenne d’occupation biophysique des sols Corine Land Cover (CLC), est marquée par l'importance des territoires agricoles (76,3 % en 2018), en augmentation par rapport à 1990 (73 %). La répartition détaillée en 2018 est la suivante : 
terres arables (57,3 %), zones agricoles hétérogènes (13,6 %), forêts (12,4 %), zones industrielles ou commerciales et réseaux de communication (7,9 %), zones urbanisées (3,4 %), cultures permanentes (3 %), prairies (2,4 %). L'évolution de l’occupation des sols de la commune et de ses infrastructures peut être observée sur les différentes représentations cartographiques du territoire : la carte de Cassini (XVIIIe siècle), la carte d'état-major (1820-1866) et les cartes ou photos aériennes de l'IGN pour la période actuelle (1950 à aujourd'hui).

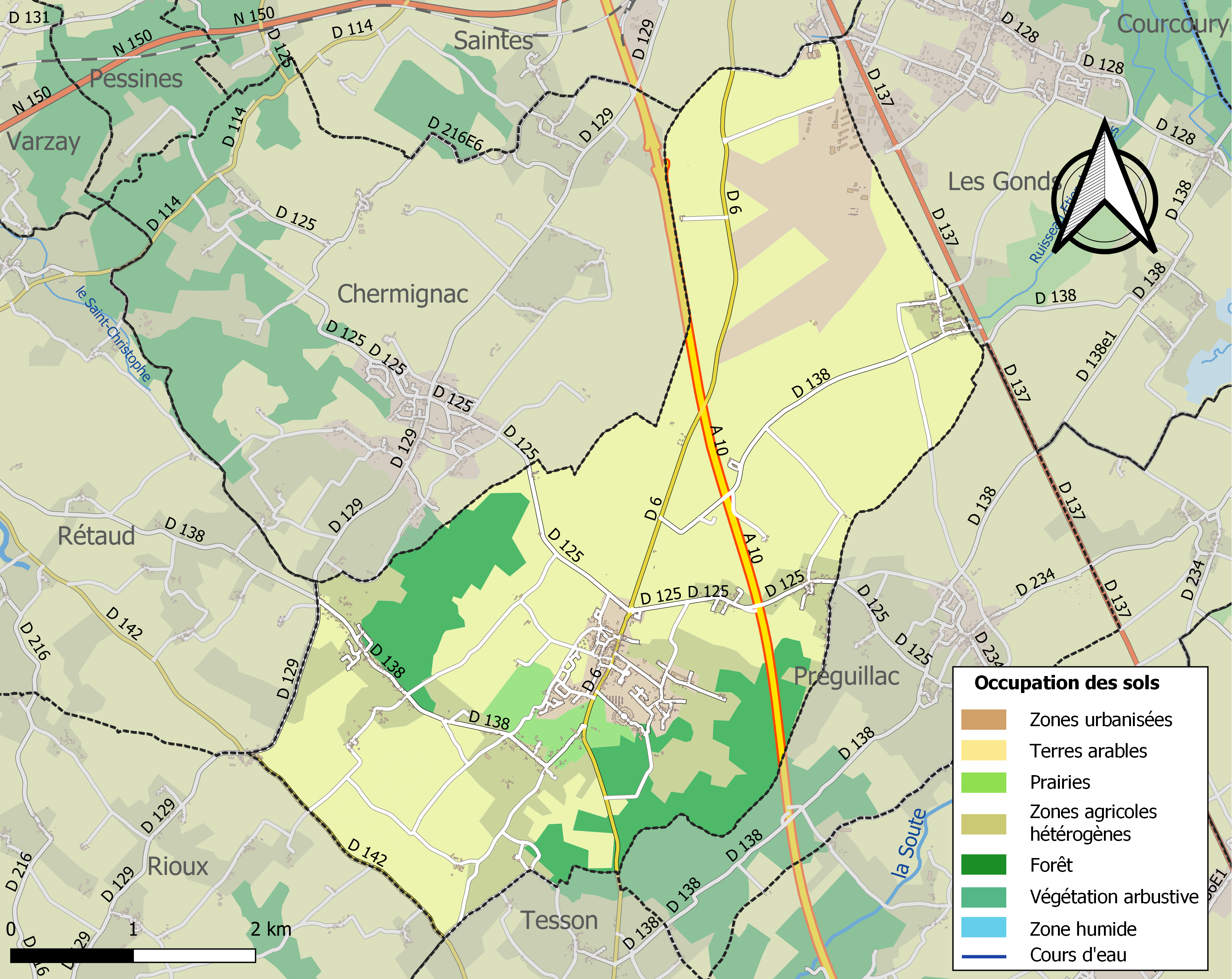
Carte des infrastructures et de l'occupation des sols de la commune en 2018 (CLC).

### Risques majeurs
Le territoire de la commune de Thénac est vulnérable à différents aléas naturels : météorologiques (tempête, orage, neige, grand froid, canicule ou sécheresse), inondations, mouvements de terrains et séisme (sismicité faible). Il est également exposé à un risque technologique, le transport de matières dangereuses. Un site publié par le BRGM permet d'évaluer simplement et rapidement les risques d'un bien localisé soit par son adresse soit par le numéro de sa parcelle.

#### Risques naturels
Certaines parties du territoire communal sont susceptibles d’être affectées par le risque d’inondation par débordement de cours d'eau. La commune a été reconnue en état de catastrophe naturelle au titre des dommages causés par les inondations et coulées de boue survenues en 1982, 1993, 1999 et 2010,.

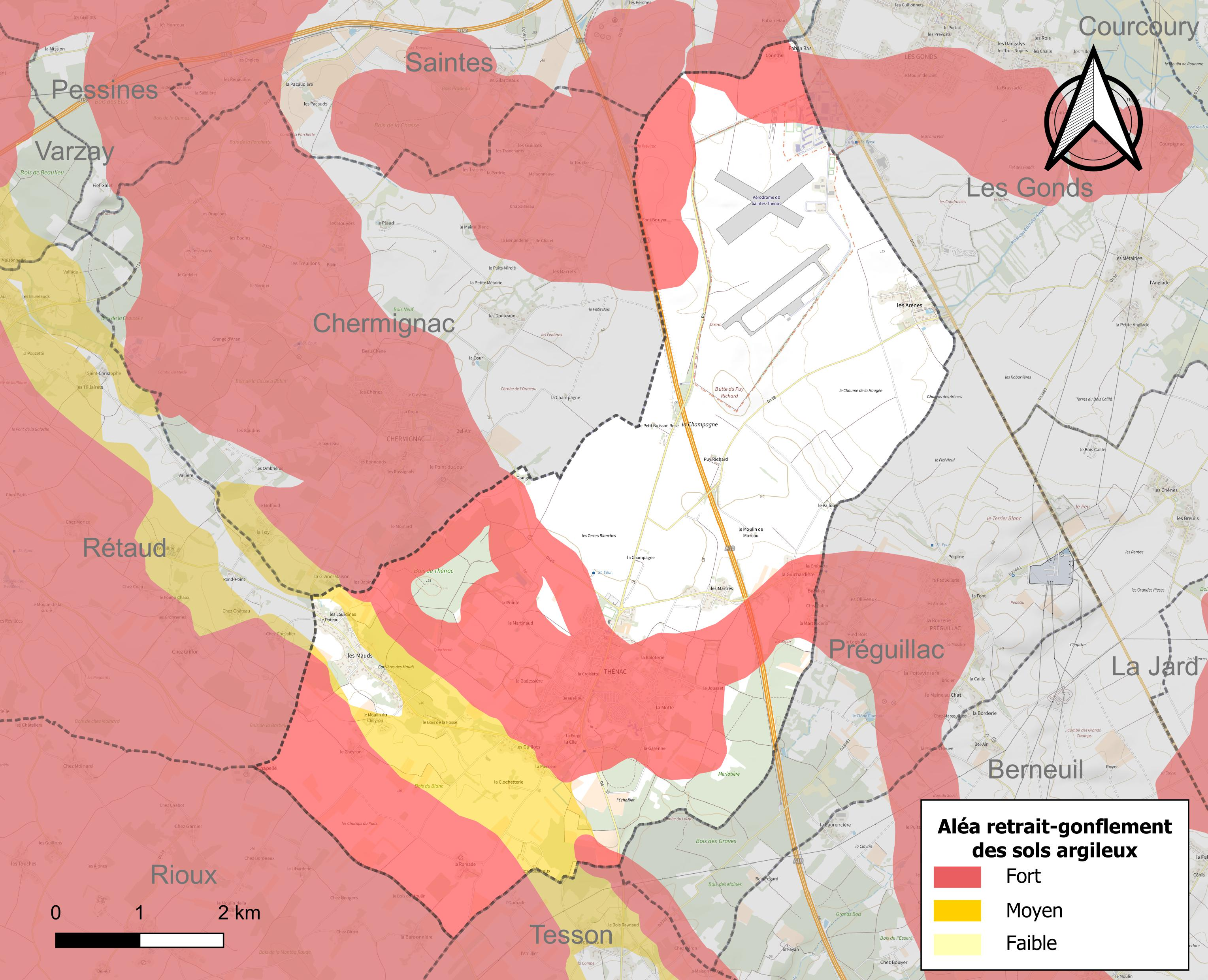
Carte des zones d'aléa retrait-gonflement des sols argileux de Thénac.

Les mouvements de terrains susceptibles de se produire sur la commune sont des affaissements et effondrements liés aux cavités souterraines (hors mines) et des tassements différentiels. Par ailleurs, afin de mieux appréhender le risque d’affaissement de terrain, l'inventaire national des cavités souterraines permet de localiser celles situées sur la commune.
Le retrait-gonflement des sols argileux est susceptible d'engendrer des dommages importants aux bâtiments en cas d’alternance de périodes de sécheresse et de pluie. 46,8 % de la superficie communale est en aléa moyen ou fort (54,2 % au niveau départemental et 48,5 % au niveau national). Sur les 756 bâtiments dénombrés sur la commune en 2019, 569 sont en aléa moyen ou fort, soit 75 %, à comparer aux 57 % au niveau départemental et 54 % au niveau national. Une cartographie de l'exposition du territoire national au retrait gonflement des sols argileux est disponible sur le site du BRGM,.
Par ailleurs, afin de mieux appréhender le risque d’affaissement de terrain, l'inventaire national des cavités souterraines permet de localiser celles situées sur la commune.
Concernant les mouvements de terrains, la commune a été reconnue en état de catastrophe naturelle au titre des dommages causés par la sécheresse en 1989, 2003, 2005 et 2009 et par des mouvements de terrain en 1999 et 2010.

#### Risques technologiques
Le risque de transport de matières dangereuses sur la commune est lié à sa traversée par une ou des infrastructures routières ou ferroviaires importantes ou la présence d'une canalisation de transport d'hydrocarbures. Un accident se produisant sur de telles infrastructures est susceptible d’avoir des effets graves sur les biens, les personnes ou l'environnement, selon la nature du matériau transporté. Des dispositions d’urbanisme peuvent être préconisées en conséquence.

## Toponymie
Le nom de la commune provient d'un anthroponyme gallo-romain tel Tenius, suivi du suffixe -acum.

## Administration

### Liste des maires
| Période                                  | Période  | Identité        | Étiquette | Qualité                                                                                                 |
| ---------------------------------------- | -------- | --------------- | --------- | --- |
| Les données manquantes sont à compléter. |          |                 |           | |
|                                          |          |                 |           | |
| 1945                                     | 1989     | Michel Grenot   | RPF-DVD   | Agriculteur, conseiller général du canton de Saintes-Sud (1949-1955) Président de "La Défense Paysanne" |
| 1989                                     | 2008     | André Veillon   |           | Médecin                                                                                                 |
| 2008                                     | 2014     | Danielle Giraud |           | |
| 2014                                     | mai 2020 | Jean Brethomé   | RN        | Expert immobilier                                                                                       |
| mai 2020                                 | En cours | Sylvie Mercier  | LR        | Conseillère départementale du canton de Thénac (depuis 2015)                                            |

### Région
À la suite de la réforme administrative de 2014 ramenant le nombre de régions de France métropolitaine de 22 à 13, la commune appartient depuis le 1er janvier 2016 à la région Nouvelle-Aquitaine, dont la capitale est Bordeaux. De 1972 au 31 décembre 2015, elle a appartenu à la région Poitou-Charentes, dont le chef-lieu était Poitiers.

## Démographie
L'évolution du nombre d'habitants est connue à travers les recensements de la population effectués dans la commune depuis 1793. Pour les communes de moins de 10 000 habitants, une enquête de recensement portant sur toute la population est réalisée tous les cinq ans, les populations de référence des années intermédiaires étant quant à elles estimées par interpolation ou extrapolation. Pour la commune, le premier recensement exhaustif entrant dans le cadre du nouveau dispositif a été réalisé en 2004.

En 2022, la commune comptait 1 702 habitants, en évolution de +0,83 % par rapport à 2016 (Charente-Maritime : +4,04 %, France hors Mayotte : +2,11 %).
| 1793 | 1800 | 1806 | 1821 | 1831 | 1836 | 1841 | 1846 | 1851 |
| ---- | ---- | ---- | ---- | ---- | ---- | ---- | ---- | ---- |
| 823  | 727  | 675  | 762  | 815  | 765  | 680  | 827  | 786  |

| 1856 | 1861 | 1866 | 1872 | 1876 | 1881 | 1886 | 1891 | 1896 |
| ---- | ---- | ---- | ---- | ---- | ---- | ---- | ---- | ---- |
| 837  | 837  | 828  | 775  | 773  | 766  | 730  | 696  | 743  |

| 1901 | 1906 | 1911 | 1921 | 1926 | 1931 | 1936 | 1946 | 1954  |
| ---- | ---- | ---- | ---- | ---- | ---- | ---- | ---- | ----- |
| 743  | 711  | 734  | 602  | 630  | 588  | 607  | 584  | 1 184 |

| 1962 | 1968 | 1975 | 1982 | 1990 | 1999  | 2004  | 2006  | 2009  |
| ---- | ---- | ---- | ---- | ---- | ----- | ----- | ----- | ----- |
| 673  | 705  | 710  | 807  | 922  | 1 082 | 1 214 | 1 582 | 1 631 |

| 2014  | 2019  | 2022  | - | - | - | - | - | - |
| ----- | ----- | ----- | - | - | - | - | - | - |
| 1 657 | 1 675 | 1 702 | - | - | - | - | - | - |

## Lieux et monuments

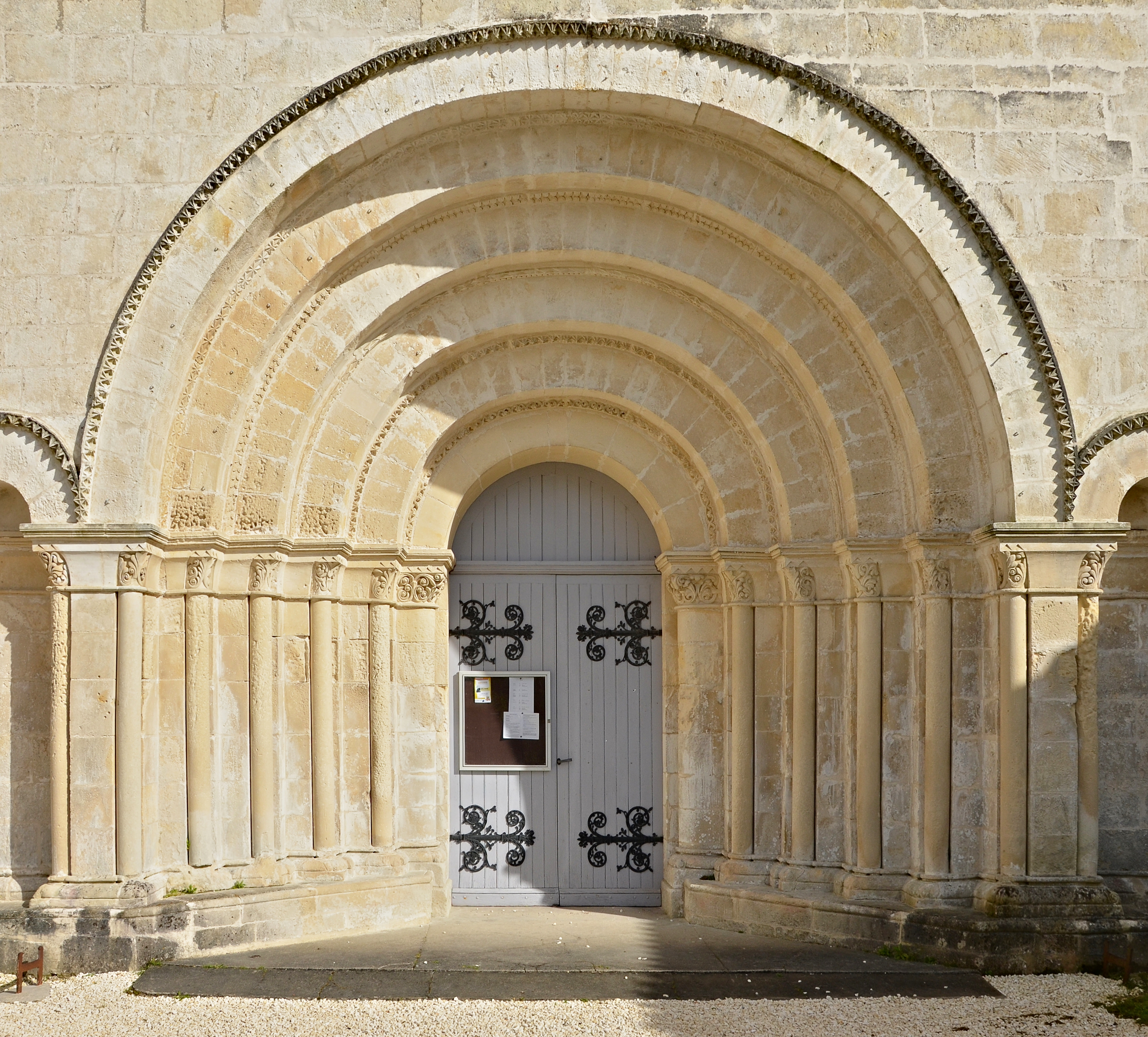
Portail de l'église Saint-Pierre

- Laiterie coopérative créée en 1893 aux Arènes. On y fabriqua du fromage durant une très courte période, mais surtout du beurre et des yaourts. La cessation d'activité remonte à une quarantaine d'années. Postule pour faire partie du patrimoine industriel.
- Village néolithique, 2 000 ans avant notre ère, sur la colline néolithique du Peu-Richard.
- Nécropole celtique (gauloise) Paban-les-Arènes.
- Théâtre gallo-romain et thermes gallo-romains des Arènes. Le théâtre gallo-romain des Arènes de Thénac a été fouillé intégralement en 1990. Construit sur un terrain plat, le théâtre avait un diamètre de 90 mètres . Acquis par l'État le 25 juin 1986, il a été vendu à la commune le 21 mars 2000. Il est classé aux Monuments historiques par arrêté du 18 décembre 1990. Des vestiges de thermes romains ont pu être reconnus, mais on n'a jamais pu découvrir de sanctuaire à cet endroit. L'ensemble du site gallo-romain a fait l'objet d'un classement aux Monuments historiques par arrêté du 2 mai 1912[20].
- Carrière gallo-romaine de l’Île Sèche.
- École d'enseignement technique de l'Armée de l'air et de l'espace, au camp de Paban, ancienne usine d'armement Hispano-Suiza.
- Carrières de pierre bleue des Mauds.
- Les carrières de calcaire du Fief-de-la-Clochetterie sont exploitées depuis l'Antiquité[21]. Ce sont des carrières souterraines creusées dans un calcaire dur, de couleur blanche. d'une superficie de plusieurs hectares. Quatre bancs de pierre y étaient exploités, trois le sont encore ; le site postule pour faire partie du Patrimoine industriel. Elle a été notamment utilisée pour la construction de fort Boyard, de plusieurs monuments de Saintes : l'amphithéâtre, l'arc de Germanicus et la cathédrale Saint-Pierre, mais également pour de nombreuses églises romanes de Saintonge et pour la cathédrale de Cologne[21].
- Le château Maguier fut construit par Edmond Maguier entre 1873 et 1875 en pierre de Thénac.
- Le Grand-Logis fut rebâti au XVIIIe siècle sur le modèle des chartreuses girondines par Étienne Guinot (1695-1782), à qui son épouse depuis 1725, Cécile Thérèse Pauline Rioult de Curzay (1707-1787), réussit à faire attribuer en 1729 la seigneurie de Monconseil, terre érigée en marquisat par le Roi pour Louis de Lorraine, prince de Pons. Le marquis fera édifier en 1738 et agrandir en 1767 un hôtel à Saintes (musée Dupuy-Mestreau, puis municipal), et reconstruire en 1735 celui de Thénac d'un style proche de celui de Boffrand (détruit au XIXe siècle). À sa mort le Grand Logis sera transmis à son gendre, le comte Jean-Frédéric de La Tour du Pin Gouvernet, ministre de la Guerre en 1789, puis à la famille Eschassériaux.
- Église romane Saint-Pierre.

## Personnalités liées à la commune
- Joseph Eschassériaux (1753-1824), député sous la Révolution française ;
- René Eschassériaux (1754-1831), député sous la Révolution française ;
- Eugène Eschassériaux (1823-1906), député bonapartiste du Second Empire et de la Troisième République ;
- Edmond Maguier, poète (né en 1847 à Rioux, décédé en 1907 à Thénac) ;
- Étienne Guinot de Monconseil, marquis, dont l'épouse fut très proche de Louis XV, obtint un temps la jouissance du domaine de Bagatelle à Paris, et son gendre, le comte Jean-Frédéric de La Tour du Pin, officiers généraux de la noblesse de Cour du XVIIIe siècle
- Louis Dugauguez (1918-1991), footballeur puis entraîneur français y est né.

## Héraldique
| Blason | Blasonnement : D’azur au lambel à l’antique de trois pendants d’argent en fasce, surmonté de trois étoiles d’or rangées, au chef de gueules chargé du nom « THÉNAC » en lettres capitales aussi d’argent et soutenu d’un filet du même. |

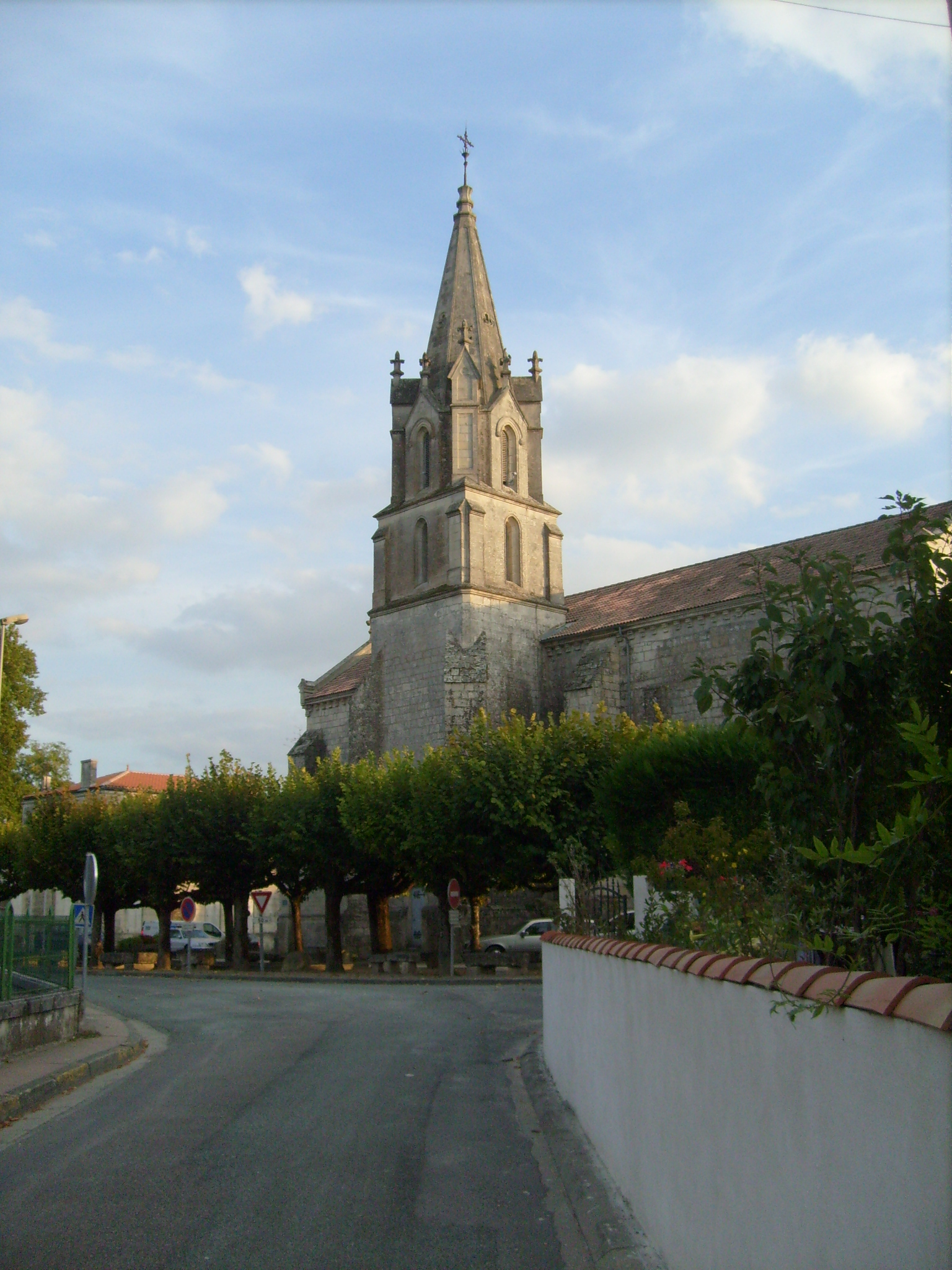
L'église.
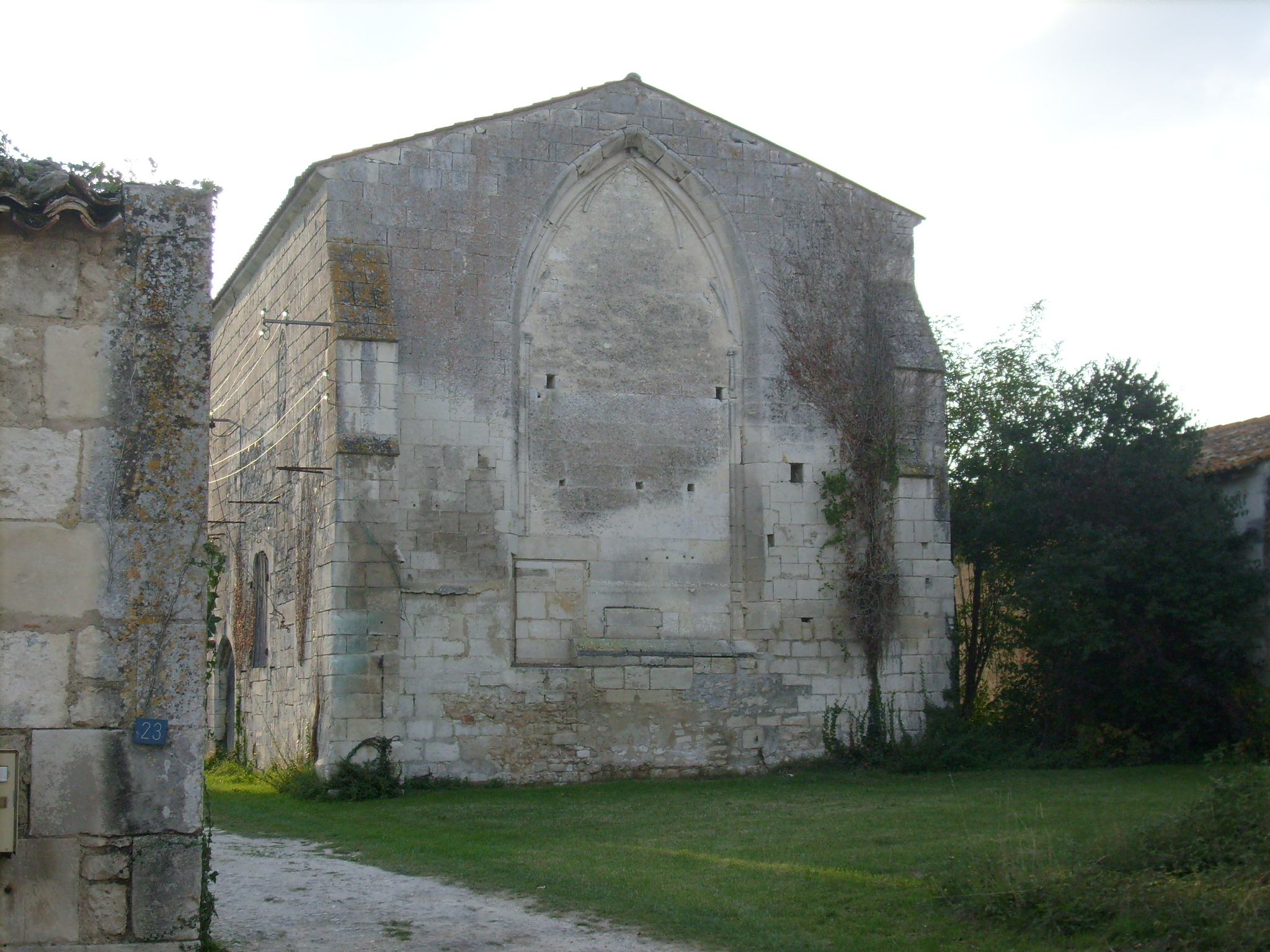
Ancien prieuré Saint-Jean.
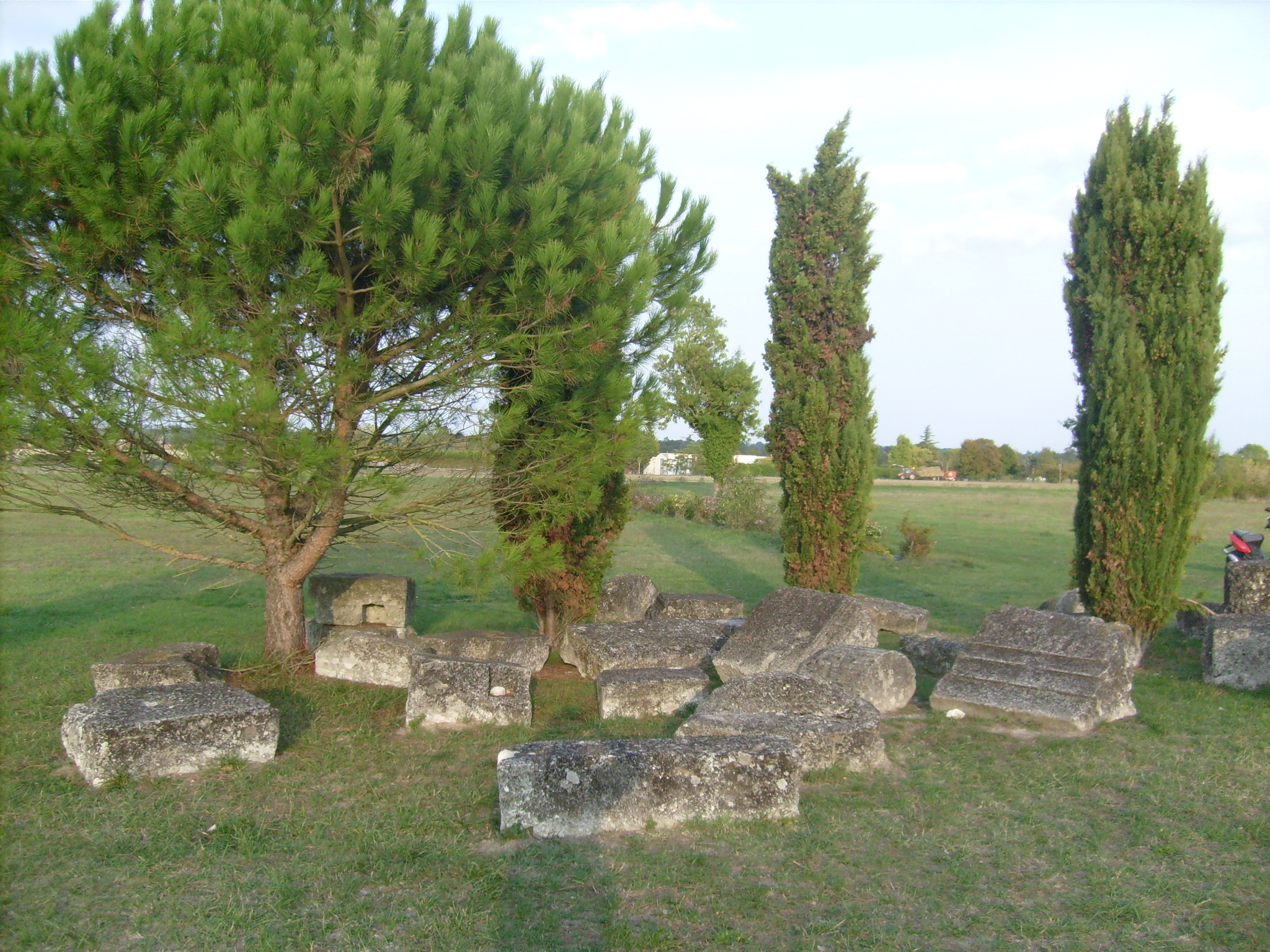
Ruines romaines au lieu-dit les Arènes.
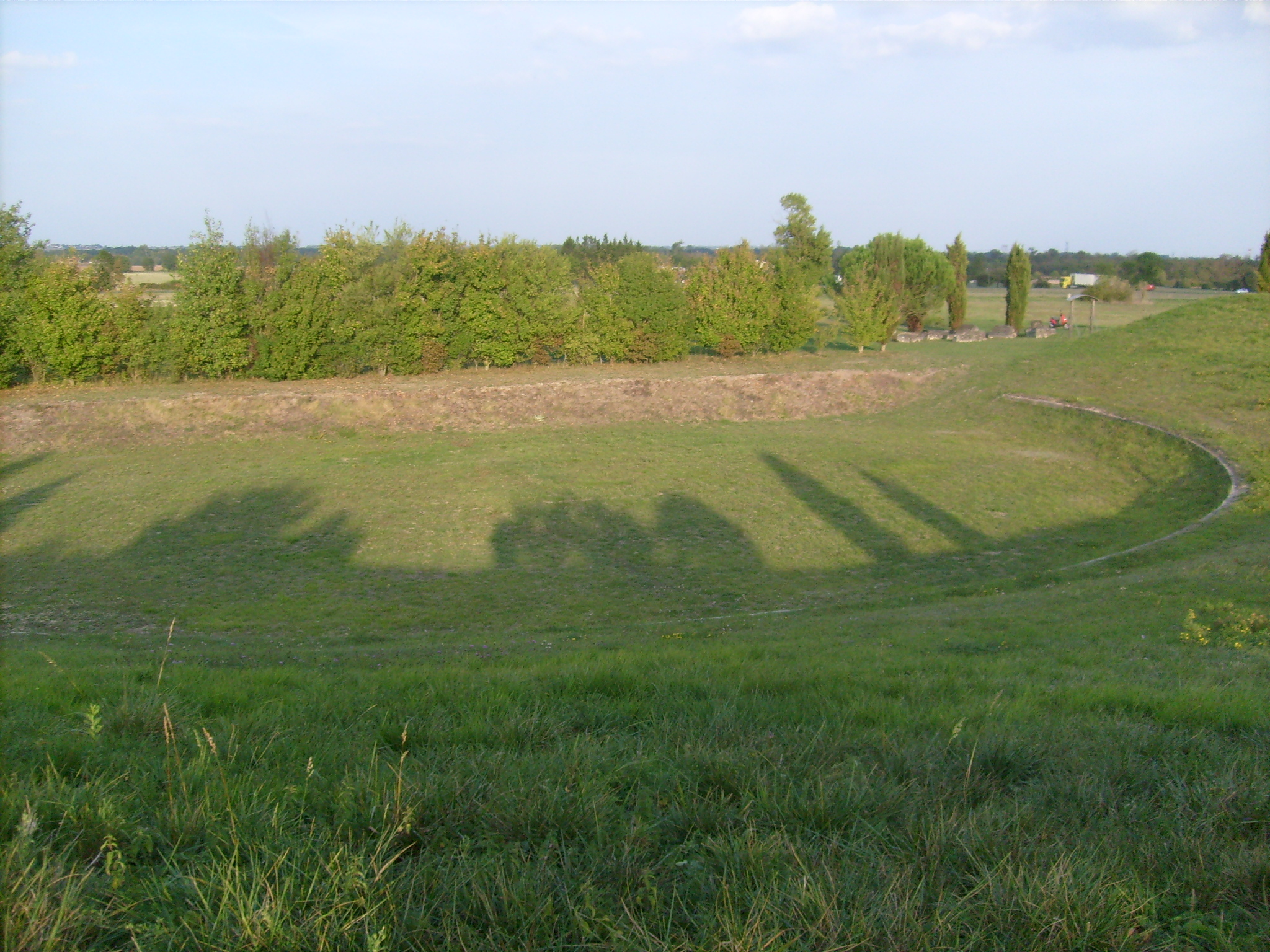
Le théâtre romain.